# Vera Ilina
Vera Ilina (Moscú, Rusia, 20 de febrero de 1974) es una clavadista o saltadora de trampolín rusa especializada en trampolín de 3 metros, donde consiguió ser subcampeona mundial en 1994.

## Carrera deportiva
- En el Campeonato Mundial de Natación de 1994 celebrado en Roma (Italia), ganó la medalla de plata en el trampolín de 3 metros, con una puntuación de 498 puntos, tras la china Tan Shuping (oro con 548 puntos) y por delante de la alemana Claudia Böckner (bronce con 480 puntos).

- Cuatro años después, en el Campeonato Mundial de Natación de 1998 celebrado en Perth ganó la plata en el trampolín de 1 metro, tras su compatriota la también rusa Irina Lashko.

- Y también ganó la medalla de plata en los saltos sincronizados desde trampolín en los Juegos Olímpicos de 2004 celebrados en Atenas, siendo su pareja de saltos Yulia Pakhalina.